# Nesticus coreanus
Nesticus coreanus là một loài nhện trong họ Nesticidae.
Loài này thuộc chi Nesticus. Nesticus coreanus được miêu tả năm 1969 bởi Kap Yong Paik & Namkung.